# Yamaha S80
De Yamaha S80 is een synthesizer die door Yamaha van 1999 tot 2002 werd gemaakt. De S80 heeft 88 gewogen toetsen en was het topmodel van de S-serie.
Yamaha produceerde ook de S30, een kleinere versie van de S80. Deze gebruikt dezelfde klankmodule, maar heeft een klavier met 61 toetsen. De S80 werd uiteindelijk opgevolgd door de S90.

## Technische gegevens
De toongenerator in de S30/S80 gebruikt Yamaha's Advanced Wave Memory 2 (AWM2) algoritme. Dit is een gepatenteerde vorm van sample-gebaseerde subtractieve klanksynthese.
De afmetingen van de S80 zijn 1329 mm (lengte), 371 mm (breedte) en 157 mm (hoogte). Het model weegt 24,3 kg.